# Little Island (ö i Irland, Munster, Waterford)
Little Island är en ö i republiken Irland.   Den ligger i grevskapet Waterford och provinsen Munster, i den sydöstra delen av landet, 130 km söder om huvudstaden Dublin.